# 情熱の巡礼者
『情熱の巡礼者』（じょうねつのじゅんれいしゃ、The Passionate Pilgrim）は、1599年に刊行された詩集である。タイトルページには"By W. Shakespeare"と書かれており、シェイクスピアの作品であることを謳っている。

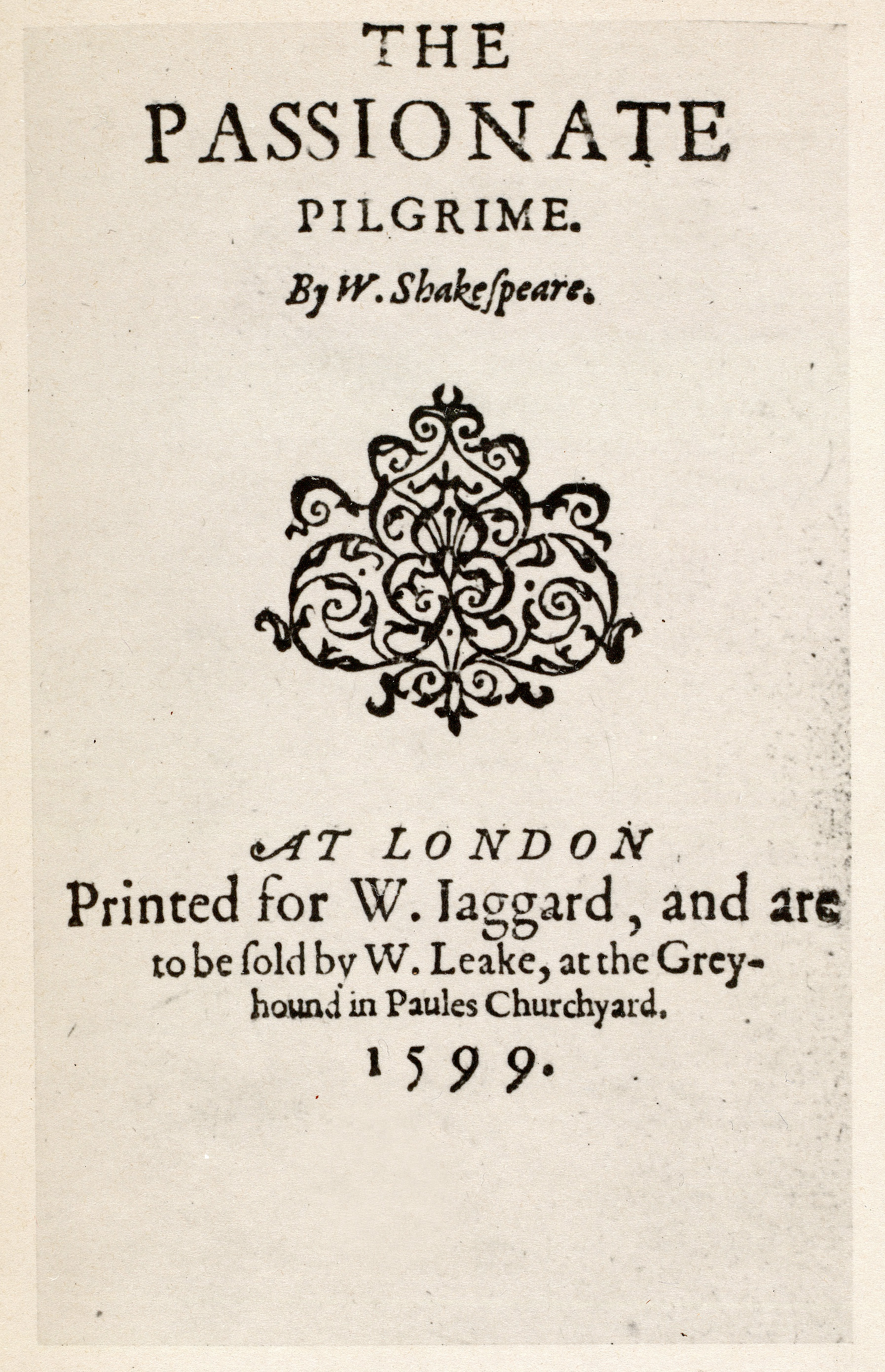

## 内容
収録されている20の詩篇のうち、実際にシェイクスピアの作品であることが確認されているのは5篇だけである。1番と2番はそれぞれ『ソネット集』（1609年刊）に収録されているソネット138番とソネット144番であり、3番、5番、16番はいずれも『恋の骨折り損』第4幕からの抜粋である。
それ以外の詩篇についても、作者が特定できているのは4篇にとどまる。19番はクリストファー・マーロウの『情熱の羊飼いの歌』("The Passionate Shepherd to His Love")にウォルター・ローリーの返歌『羊飼いに対するニンフの答え』をつけ加えた粗雑なテキストである。また11番はバーソロミュー・グリフィンの"Fidessa"（1596年）ですでに発表されていた詩であり、8番と20番はリチャード・バーンフィールドの作で、やはり"Poems in Divers Humors"（1598年）において既発表であった。
残りの11篇は作者不明のままである。批評家ハレット・スミスは、読者に最も好まれた12番がシェイクスピアの作品である可能性を示唆しているが、具体的証拠はない。『情熱の巡礼者』の出版人ウィリアム・ジャガードは、のちにシェイクスピアのファースト・フォリオの刊行も請け負っている。1612年に出た増補版（第3版）ではトマス・ヘイウッドの詩9篇が無断で追加収録されているが、この版においてもあいかわらず作者はシェイクスピアの単独名義とされていたため、ヘイウッドはジャガードに抗議してシェイクスピアの詩集であると騙るのを止めさせている。